# I Got You Babe
Singles de Sonny and Cher
Love Is Strange
(1964) The Letter
(1965)
I Got You Babe est une chanson de Sonny and Cher sortie le 9 juillet 1965. Il s'agit du premier single extrait de leur premier album studio, Look at Us. Elle connaît un grand succès des deux côtés de l'Atlantique, se classant en tête des ventes aux États-Unis comme au Royaume-Uni.
Elle a depuis été reprise dans de nombreuses bandes originales de films, dont Un jour sans fin, de Harold Ramis, qui l'a remise à la mode. Dans ce film, le personnage principal se réveille inexorablement tous les matins avec cette chanson qui passe à la radio.
En 1985, une reprise de I Got You Babe par le groupe britannique de reggae-pop UB40 avec la chanteuse américaine Chrissie Hynde rencontre également le succès, se classant à la première place du UK Singles Chart et atteignant la 28e place du Billboard Hot 100 aux États-Unis et la 29e place du Top 50 en France.

## Version originale

### Personnel
- Cher – chant[1]
- Sonny Bono – chant
- Barney Kessel – guitare
- Steve Mann – guitare
- Lyle Ritz – basse
- Michel Rubini (en) – clavecin
- Harold Battiste – piano
- Hal Blaine – batterie
- Gene Estes – percussion
- Warren Webb – hautbois
- Morris Crawford – basson

### Distinction
En 2017, la chanson reçoit le Grammy Hall of Fame Award.

### Classements hebdomadaires
| Classement (1965)                       | Meilleure position |
| --------------------------------------- | ------------------ |
| Allemagne de l'Ouest (Media Control)    | 3                  |
| Australie (Kent Music Report)           | 3                  |
| Autriche (Ö3 Austria Top 40)            | 6                  |
| Belgique (Flandre Ultratop 50 Singles)  | 12                 |
| Belgique (Wallonie Ultratop 50 Singles) | 8                  |
| Canada (RPM Top Singles)                | 1                  |
| États-Unis (Billboard Hot 100)          | 1                  |
| Irlande (Irish Singles Chart)           | 2                  |
| Italie (FIMI)                           | 41                 |
| Norvège (VG-lista)                      | 6                  |
| Pays-Bas (Nederlandse Top 40)           | 4                  |
| Pays-Bas (Single Top 100)               | 4                  |
| Royaume-Uni (UK Singles Chart)          | 1                  |

### Certifications
| Pays              | Certification | Unités certifiées |
| ----------------- | ------------- | ----------------- |
| États-Unis (RIAA) | Or            | 1 000 000         |
| Royaume-Uni (BPI) | Argent        | 200 000           |

## Version de UB40 et Chrissie Hynde
Singles par UB40
I'm Not Fooled So Easily
(1984) Don't Break My Heart
(1985)
Singles par Chrissie Hynde
Breakfast in Bed
(1988)
La chanson est reprise vingt ans plus tard par le groupe britannique UB40 avec la chanteuse américaine Chrissie Hynde pour le sixième album studio du groupe, Baggariddim (1985). Cette version est sortie le 22 juillet 1985 en single. C'est le premier single de Chrissie Hynde en dehors de son groupe The Pretenders.
Elle s'est classée notamment à la première place du Singles Chart au Royaume-Uni, la 28e place du Billboard Hot 100 aux États-Unis et la 29e place du Top 50 français. La chanson a également été incluse dans la compilation The Singles (1987) des Pretenders.

### Listes des pistes
| A. | I Got You Babe            | 3:08 |
| B. | Theme from Labour of Love | 3:05 |

### Classements
| Classement (1985)                      | Meilleure position |
| -------------------------------------- | ------------------ |
| Allemagne de l'Ouest (Media Control)   | 15                 |
| Australie (Kent Music Report)          | 1                  |
| Autriche (Ö3 Austria Top 40)           | 14                 |
| Belgique (Flandre Ultratop 50 Singles) | 4                  |
| Canada (Top Singles)                   | 6                  |
| Canada (Adult Contemporary Tracks)     | 6                  |
| États-Unis (Hot 100)                   | 28                 |
| Europe (European Hot 100 Singles)      | 7                  |
| France (SNEP)                          | 29                 |
| Irlande (IRMA)                         | 1                  |
| Pays-Bas (Nederlandse Top 40)          | 1                  |
| Pays-Bas (Nationale Hitparade)         | 2                  |
| Nouvelle-Zélande (RMNZ)                | 1                  |
| Suède (Sverigetopplistan)              | 17                 |
| Suisse (Schweizer Hitparade)           | 15                 |
| Royaume-Uni (UK Singles Chart)         | 1                  |

| Classement (1985)              | Position |
| ------------------------------ | -------- |
| Australie (Kent Music Report)  | 8        |
| Belgique (Ultratop)            | 32       |
| Canada Top Singles (RPM)       | 51       |
| Nouvelle-Zélande (RMNZ)        | 2        |
| Pays-Bas (Nationale Hitparade) | 16       |
| Royaume-Uni (UK Singles Chart) | 15       |

#### Certifications
| Région                                                               | Certification | Ventes/Streams |
| -------------------------------------------------------------------- | ------------- | -------------- |
| Nouvelle-Zélande (RMNZ)                                              | Or            | 10 000*        |
| Royaume-Uni (BPI)                                                    | Or            | 500 000^       |
| *Ventes selon la certification ^Mise en rayon selon la certification |               |                |

## Autres reprises et adaptations
- Manfred Mann sur l'album The Soul of Mann (1967)
- Etta James sur l'album Tell Mama (1968)
- The Dictators sur l'album The Dictators Go Girl Crazy (1975)
- Aidan Moffat sur l'album Vagrants_09_14 (2014)
- Blackmore's Night sur l'album All Our Yesterdays (2015)
- David Bowie et Marianne Faithfull lors du live The 1980 Floor Show (en)

Elle a été adaptée en français pour Claude François par Vline Buggy sous le titre Je t'aime trop, toi (1965).